# Armeegruppe Student
De Armeegruppe Student was een Duitse Armeegruppe in de Tweede Wereldoorlog genoemd naar haar commandant, Generaloberst Kurt Student en bestond tweemaal in 1944 en 1945 en kwam in actie in Noordwest-Europa.

## Krijgsgeschiedenis
De Armeegruppe Student bestond tweemaal:
- Van 30 oktober tot 10 november 1944, de Armeegruppe voerde het bevel over het 1e Parachutistenleger, het 15e Leger en de Wehrmachtbefehlshaber Niederlande, de Armeegruppe werd opgeheven en vervangen door Heeresgruppe H.
- Van 28 maart tot 10 april 1945, de Armeegruppe voerde de Duitse verdediging in Noordwest-Duitsland en beschikte over een samenraapsel van allerlei eenheden en resten van eenheden.

Op 10 april 1945 werd de Armeegruppe Student omgedoopt in Armeegruppe Blumentritt naar de nieuwe bevelhebber.

## Commandant
| Rang          | Naam         | Begin           | Eind             |
| ------------- | ------------ | --------------- | ---------------- |
| Generaloberst | Kurt Student | 30 oktober 1944 | 10 november 1944 |
|               |              |                 |                  |
| Generaloberst | Kurt Student | 28 maart 1945   | 10 april 1945    |